# Passaporto lituano
Il passaporto lituano (Lietuvos Respublikos piliečio pasas) è un documento di identità rilasciato ai propri cittadini dalla Repubblica di Lituania per i loro viaggi fuori dall'Unione europea e dallo Spazio economico europeo.
Vale come prova del possesso della cittadinanza lituana ed è necessario per richiedere assistenza e protezione presso le ambasciate lituane nel mondo.

## Caratteristiche
Il passaporto lituano rispetta le caratteristiche dei passaporti dell'Unione europea.
La copertina è di colore rosso borgogna con lo stemma nazionale al centro della copertina, le scritte "EUROPOS SĄJUNGA", "LIETUVOS RESPUBLIKA" (sopra lo stemma) e la parola "PASAS" in basso.
Nel passaporto biometrico (e-passport) compare anche l'apposito simbolo  .